# James Olds
James Olds (Chicago, 30 maggio 1922 – Laguna Beach, 21 agosto 1976) è stato uno psicologo statunitense.

## Biografia
Nato a Chicago, negli USA dopo essersi specializzato nel 1952 in psicologia all'Università Harvard fu ricercatore che con la collaborazione di Peter Milner nel 1954 con delle ricerche sui topi in laboratorio scoprì quella che venne definito come "il centro nervoso del piacere". L'importanza della scoperta è data dal fatto che molti elementi che provocano dipendenza stimolano tale centro nervoso.